# Jean-Adolphe Ier de Saxe-Weissenfels
Jean-Adolphe Ier (né le 2 novembre 1649 à Halle et mort le 24 mai 1697  à Weißenfels) est duc de Saxe-Weissenfels de 1680 à sa mort.

## Biographie
Jean-Adolphe Ier de Saxe-Weissenfels est le deuxième duc de Saxe-Weissenfels, branche puinée de Saxe électorale, également prince de Saxe-Querfurt ; il est issu de la branche albertine de la Maison de Wettin. Il a pour médecin officiel Georg Haendel, le père du compositeur Georg Friedrich Haendel.

### Famille
Fils du duc Auguste de Saxe-Weissenfels et d'Anne-Marie de Mecklembourg-Schwerin, Jean-Adolphe Ier épouse Jeanne-Madeleine de Saxe-Altenbourg le 25 octobre 1671 à Altenbourg. Ils ont onze enfants :
- Madeleine-Sibylle de Saxe-Weissenfels (1673-1726), épouse en 1708 le duc Jean-Guillaume de Saxe-Eisenach ;
- Auguste-Frédéric (1674-1675) ;
- Jean-Adolphe (1676-1676) ;
- Jean-Georges (1677-1712), duc de Saxe-Weissenfels ;
- un fils mort-né (1678) ;
- Johanna-Wilhelmine (1680-1730) ;
- Frédéric-Guillaume (1681-1681) ;
- Christian (1682-1736), duc de Saxe-Weissenfels ;
- Anne-Marie (1683-1731), épouse en 1705 Erdmann II de Promnitz ;
- Sophie de Saxe-Weissenfels (1684-1752), épouse en 1699 Georges-Guillaume de Brandebourg-Bayreuth, veuve en 1726, épouse en 1734 Albert Joseph von Hoditz ;
- Jean-Adolphe II (1685-1746), duc de Saxe-Weissenfels.